# Besuki (Lumbir)
Besuki is een bestuurslaag in het regentschap Banyumas van de provincie Midden-Java, Indonesië. Besuki telt 1748 inwoners (volkstelling 2010).